# Oliveri
Oliveri là một đô thị ở tỉnh Messina trong vùng Sicilia của Italia, có vị trí cách khoảng 150 km về phía đông của Palermo và vào khoảng 45 km về phía tây của Messina. Tại thời điểm ngày 31 tháng 12 năm 2004, đô thị này có dân số 2.076 người và diện tích là 10,3 km².
Oliveri giáp các đô thị: Falcone, Montalbano Elicona, Patti.